# Rhynchospora chalarocephala
Rhynchospora chalarocephala là loài thực vật có hoa trong họ Cói. Loài này được Fernald & Gale miêu tả khoa học đầu tiên năm 1940.